# العرايدة (أولاد زاليم التريعات)
العرايدة هو دُوَّار يقع بجماعة سيدي إسماعيل، إقليم الجديدة، جهة الدار البيضاء سطات في المملكة المغربية. ينتمي الدوّار لمشيخة أولاد زاليم التريعات التي تضم 11 دوار. يقدر عدد سكانه بـ 195 نسمة حسب الإحصاء الرسمي للسكان والسكنى لسنة 2004.

## روابط خارجية
- البوابة الوطنية للجماعات الترابية
- المندوبية السامية للتخطيط